# Виндхам (Охајо)
Виндхам (енгл. Windham) град је у америчкој савезној држави Охајо.

## Демографија
По попису из 2010. године број становника је 2.209, што је 597 (-21,3%) становника мање него 2000. године.
| Група             | 2000.         | 2010.         |
| Белци             | 2.599 (92,6%) | 1.996 (90,4%) |
| Афроамериканци    | 138 (4,9%)    | 99 (4,5%)     |
| Азијати           | 2 (0,1%)      | 4 (0,2%)      |
| Хиспаноамериканци | 12 (0,4%)     | 29 (1,3%)     |
| Укупно            | 2.806         | 2.209         |